# Varon
Baron (en francès Baron) és un municipi francès situat al departament de la Gironda i a la regió de la Nova Aquitània.

## Demografia
| 1962                                       | 1968 | 1975 | 1982 | 1990 | 1999 | 2007 |
| ------------------------------------------ | ---- | ---- | ---- | ---- | ---- | ---- |
| 491                                        | 503  | 527  | 668  | 749  | 866  | 935  |
| Des de 1962: població sense dobles comptes |      |      |      |      |      |      |

## Administració
| Període   | Identitat                  | Partit |
| --------- | -------------------------- | ------ |
| 2001-2008 | Michel Bardeau             | PCF    |
| 2008-     | Emmanuel Le Blond du Plouy |        |